# Cordyla borneoensis
Cordyla borneoensis är en tvåvingeart som beskrevs av Olavi Kurina 2005. Cordyla borneoensis ingår i släktet Cordyla och familjen svampmyggor. Inga underarter finns listade i Catalogue of Life.